# آرلینگتن ولس
آرلینگتن وَلـِس (انگلیسی: Arlington Valles؛ ۴ مه ۱۸۸۶ – ۱۲ آوریل ۱۹۷۰) یک طراح لباس اهل انگلستان بود  که بیشتر برای مترو گلدوین میر کار می‌کرد.
او در سال ۱۹۶۰ میلادی بابت فیلم، برندهٔ جایزه اسکار بهترین طراحی لباس شد.
وی پیشتر در سال ۱۹۴۹ میلادی نیز یک مرتبه نامزد دریافت همین جایزه شده بود.

## گزیدهٔ آثار
- اسپارتاکوس (۱۹۶۰)
- گوزن یک‌ساله (۱۹۴۶)
- تصویر دوریان گری (۱۹۴۵)
- ولوت ملی (۱۹۴۴)
- سرود کریسمس (۱۹۳۸)